# Cnemidophorus senectus
Cnemidophorus senectus — вид ящірок родини теїдових (Teiidae). Ендемік Венесуели.

## Поширення і екологія
Cnemidophorus senectus мешкають на островах Маргарита і Кубагуа в Карибському морі. Вони живуть в сухих колючих чагарниках і сухих лісах, трапляються в садах.